# (44103) Aldana
Pour les articles homonymes, voir Aldana (homonymie).
(44103) Aldana est un astéroïde de la ceinture principale.

## Description
(44103) Aldana est un astéroïde de la ceinture principale. Il fut découvert le 4 avril 1998 à l'observatoire du Teide par R. Casas. Il présente une orbite caractérisée par un demi-grand axe de 2,30 UA, une excentricité de 0,09 et une inclinaison de 7,1° par rapport à l'écliptique.

## Compléments